# Didsbury
Didsbury é uma área suburbana de Manchester, Inglaterra, na margem norte do rio Mersey, 4.5 mi (7.2 km) a sul do centro de Manchester. A população no censo de 2011 era de 26.788. habitantes.

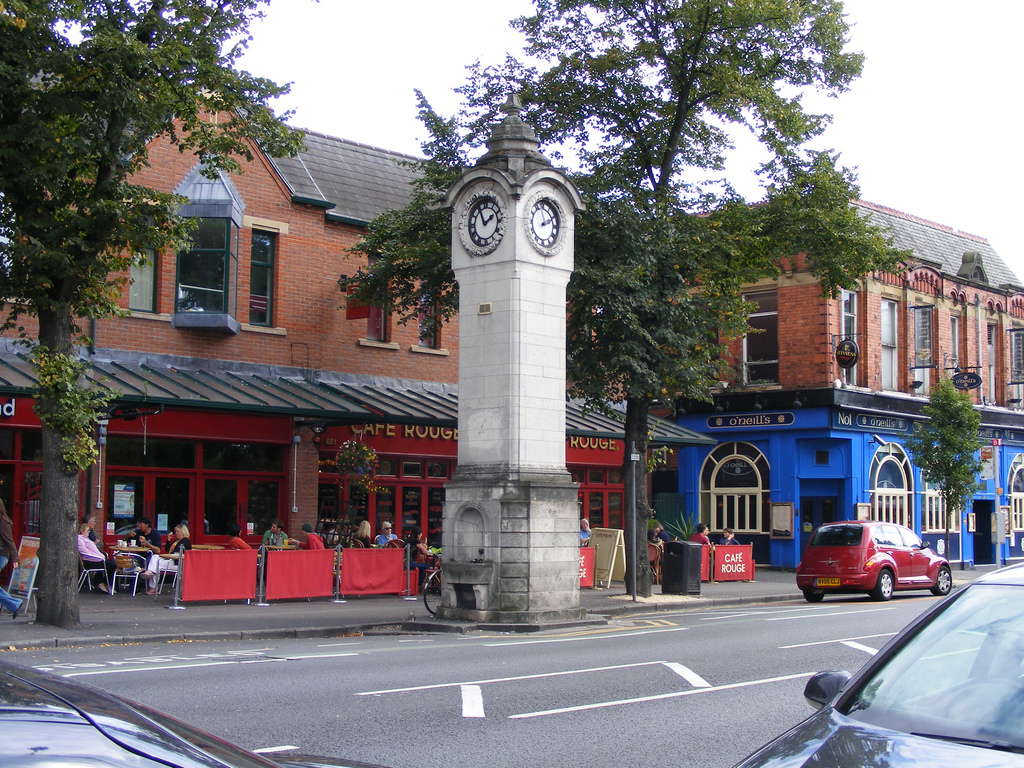
Torre do Relógio.

Historicamente parte de Lancashire, há registros de Didsbury existindo como um vilarejo no início do século XIII. A sua história inicial regista o local como parte da Mansão de Withington, uma propriedade feudal que cobria grande parte da hoje zone sul de Manchester. Didsbury foi descrita durante o século 18 como um município próprio. Em 1745, Charles Edward Stuart atravessou o Mersey em Didsbury, na marcha jacobita ao sul de Manchester para Derby, e na subsequente retirada.

## Imigração da Europa
Os imigrantes judeus começaram a chegar a Manchester a partir do final do século 18, estabelecendo-se inicialmente principalmente nos subúrbios ao norte da cidade. A partir da década de 1890, muitos deles mudaram-se para os subúrbios mais "sofisticados" do sul, como Withington e Didsbury. O afluxo de imigrantes judeus levou a West Didsbury a ser apelidada de "Yidsbury" e a Palatine Road, uma estrada principal por West Didsbury, "Palestine Road".

## Geografia
Didsbury, a 53° 24′ 59″ N, 2° 13′ 51″ O (53,4166, -2,2311), fica ao sul do ponto médio da área urbana da Grande Manchester, a 4.5 mi (7.2 km)   ao sul do centro da cidade de Manchester. Ao norte, Didsbury faz fronteira com Withington, Chorlton-cum-Hardy e Burnage, a oeste por Northenden, a leste e sudeste por Heaton Mersey e Cheadle e Gatley ao sul.

## Demografia
| Didsbury Comparado           | Didsbury Comparado | Didsbury Comparado | Didsbury Comparado | Didsbury Comparado |
| ---------------------------- | ------------------ | ------------------ | ------------------ | ------------------ |
| Censo do Reino Unido em 2001 | Didsbury           | Manchester         | Inglaterra         |                    |
| População total              | 14.292             | 392.819            | 49.138.831         |                    |
| Nascidos fora da Europa      | 8%                 | 10%                | 6%                 |                    |
| Brancos                      | 88%                | 81%                | 91%                |                    |
| Asiáticos                    | 8%                 | 9%                 | 5%                 |                    |
| Pretos                       | 1%                 | 5%                 | 2%                 |                    |
| Acima dos 75 anos            | 10%                | 6%                 | 8%                 |                    |

## Economia

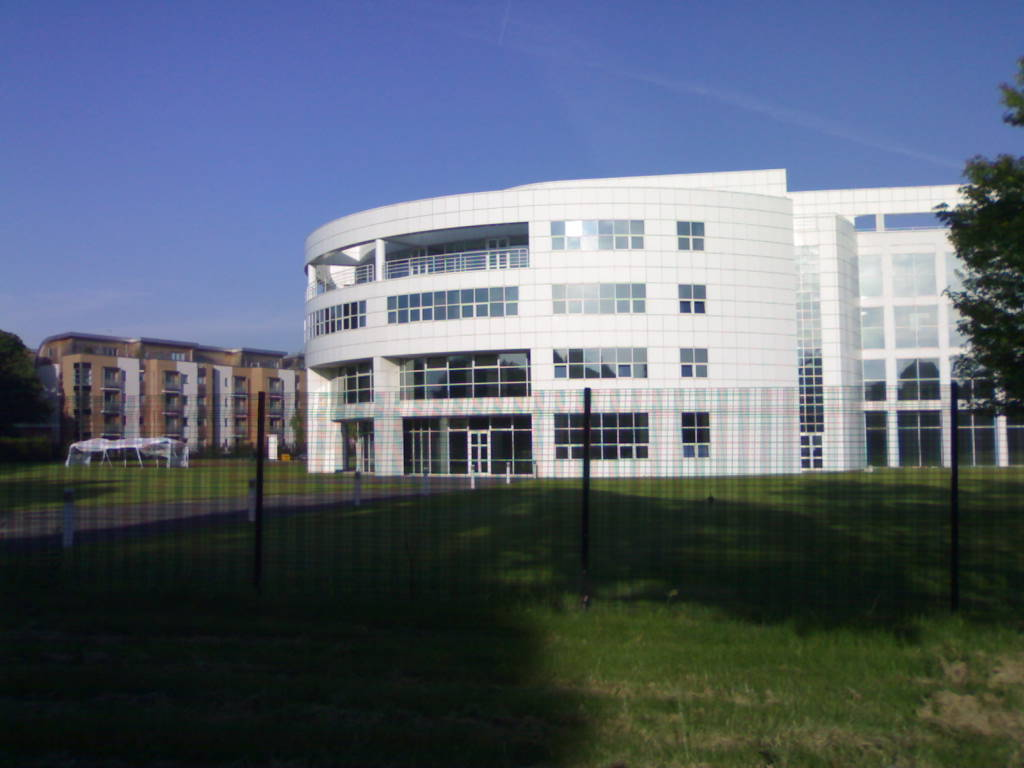
Sir William Siemens House, escritórios Siemens em Didsbury.

A Siemens ocupa a Casa Sir William Siemens em West Didsbury e em 2009 empregou 800 pessoas. A sede da BA CityFlyer fica em Didsbury. A British Airways possui um escritório com 300 funcionários na Pioneer House nos 27.100 m2 (292.000 pés quadrados), propriedade holandesa do Towers Business Park.
Em 2005, outros inquilinos do parque de negócios incluíam Cisco, Logica, Regus, Trinity Integrated Systems Limited e Thorn Lighting.

## Religião
| Religião      | Percentagem de população |
| ------------- | ------------------------ |
| cristão       | 62%                      |
| Sem religião  | 20%                      |
| Não declarado | 7%                       |
| muçulmano     | 6%                       |
| judaico       | 2%                       |
| hindu         | 2%                       |

## Pessoas notáveis

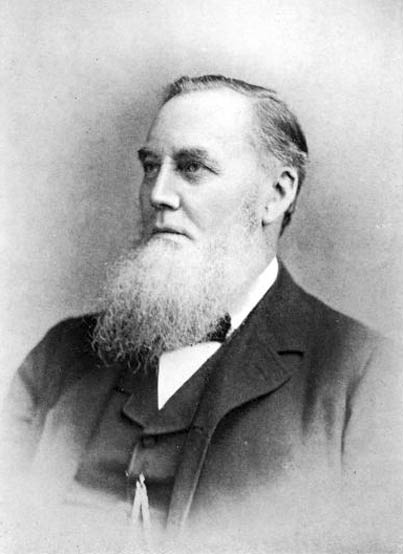
Daniel Adamson

Daniel Adamson, promotor do Manchester Ship Canal, viveu nas Torres ( placa azul - antes o Shirley Institute ) na Wilmslow Road de 1874 até sua morte em 1890. Sua casa listada como Grade II, projetada por Thomas Worthington para John Edward Taylor, editor e proprietário do Manchester Guardian, foi o local da reunião de 1882 na qual foi decidido construir o projeto do canal do navio.
Francis French, autor e renomado historiador do espaço, cresceu em Didsbury e frequentou a mesma escola que a famosa poeta e romancista Sophie Hannah.
Carol Ann Duffy, a primeira mulher poeta Laureate, vive em West Didsbury a partir de 2009.
Nigel Henbest, astrónomo, autor e produtor de televisão, nasceu em West Didsbury em 1951.